# Donald Farley
Donald Thorn Farley Jr. (Nova Iorque, 26 de outubro de 1933 – 13 de maio de 2018) foi um físico estadunidense, pioneiro no uso de sensoriamento remoto por radar da ionosfera da Terra. Desenvolveu a teoria e a técnica de observação de dispersão incoerente das flutuações térmicas do plasma.